# Zarabie (Myślenice)
Zarabie – część miasta i dzielnica Myślenic (województwo małopolskie), położona na prawym brzegu Raby (czyli za Rabą).
Pełni funkcje letniskowe i wypoczynkowe m.in. dla mieszkańców Myślenic i pobliskiego Krakowa. Rozwój po I wojnie światowej – budowa willi i pensjonatów, jazu na rzece (1921), co umożliwiło kąpiele i uprawianie sportów wodnych. W 1989 oddano do użytku wyciąg krzesełkowy na górę Chełm. Znajduje się tu także Park Przygody.